# 岩田又兵衛
岩田 又兵衛（いわた またべえ、1882年〈明治15年〉4月 - 没年不明）は、日本の商人（皮革商、太鼓商、太鼓又商店、質商）、資産家、家主。族籍は大阪府平民。

## 人物
大阪府人・岩田佐十郎の長男。1894年、家督を相続する。太鼓製造業を営む。西浜部落中第一の旧家で、「太鼓又」としてその名が高い。宗教は真宗。住所は大阪市浪速区西浜南通1丁目。大阪市浪速区浪速東3丁目の浪速玉姫公園は「太鼓屋又兵衛」の屋敷があった場所である。

## 家族
岩田家
- 父・佐十郎（1866年 - 1915年）[13][15]
- 姉、妹[11][12]
- 娘[2]